# Équipe de Pologne de football à la Coupe du monde 2022
Cet article relate le parcours de l’équipe de Pologne de football lors de la Coupe du monde de football 2022 organisée au Qatar du 20 novembre au 18 décembre 2022.

## Qualifications

### Groupe I
| Rang | Équipe      | Pts | J  | G | N | P  | Bp | Bc | Diff |  | Résultats (▼ dom., ► ext.) |      |     |     |     |     |     |
| ---- | ----------- | --- | -- | - | - | -- | -- | -- | ---- |  | -------------------------- | ---- | --- | --- | --- | --- | --- |
| 1    | Angleterre  | 26  | 10 | 8 | 2 | 0  | 39 | 3  | +36  |  | Angleterre                 |      | 2-1 | 5-0 | 1-1 | 4-0 | 5-0 |
| 2    | Pologne     | 20  | 10 | 6 | 2 | 2  | 30 | 11 | +19  |  | Pologne                    | 1-1  |     | 4-1 | 1-2 | 3-0 | 5-0 |
| 3    | Albanie     | 18  | 10 | 6 | 0 | 4  | 12 | 12 | 0    |  | Albanie                    | 0-2  | 0-1 |     | 1-0 | 1-0 | 5-0 |
| 4    | Hongrie     | 17  | 10 | 5 | 2 | 3  | 19 | 13 | +6   |  | Hongrie                    | 0-4  | 3-3 | 0-1 |     | 2-1 | 4-0 |
| 5    | Andorre     | 6   | 10 | 2 | 0 | 8  | 8  | 24 | -16  |  | Andorre                    | 0-5  | 1-4 | 0-1 | 1-4 |     | 2-0 |
| 6    | Saint-Marin | 0   | 10 | 0 | 0 | 10 | 1  | 46 | -45  |  | Saint-Marin                | 0-10 | 1-7 | 0-2 | 0-3 | 0-3 |     |

| 1re journée        | Hongrie                                                | 3 - 3                         | Pologne                                    |                                                                |                                                                |
| 25 mars 2021 20h45 | Sallai 6e · Ad. Szalai 53e · Orban 78e                 | (1 - 0)                       | 60e Piątek · 61e Jóźwiak · 83e Lewandowski | Puskás Aréna, Budapest Spectateurs : 0 Arbitrage : Felix Brych | Puskás Aréna, Budapest Spectateurs : 0 Arbitrage : Felix Brych |
| 25 mars 2021 20h45 | Fiola 8e, 90+4e · Lang 73e · Nagy 80e · At. Szalai 87e | Rapport (FIFA) Rapport (UEFA) | 34e Helik · 49e Bereszyński                | Puskás Aréna, Budapest Spectateurs : 0 Arbitrage : Felix Brych | Puskás Aréna, Budapest Spectateurs : 0 Arbitrage : Felix Brych |

| 2e journée         | Pologne                             | 3 - 0                         | Andorre                     |                                                                                         |                                                                                         |
| 28 mars 2021 20h45 | Lewandowski 30e 55e · Świderski 88e | (1 - 0)                       |                             | Stade du maréchal Józef Piłsudski, Varsovie Spectateurs : 0 Arbitrage : Erik Lambrechts | Stade du maréchal Józef Piłsudski, Varsovie Spectateurs : 0 Arbitrage : Erik Lambrechts |
| 28 mars 2021 20h45 |                                     | Rapport (FIFA) Rapport (UEFA) | 13e C. García · 90+3e Aláez | Stade du maréchal Józef Piłsudski, Varsovie Spectateurs : 0 Arbitrage : Erik Lambrechts | Stade du maréchal Józef Piłsudski, Varsovie Spectateurs : 0 Arbitrage : Erik Lambrechts |

| 3e journée         | Angleterre                    | 2 - 1                         | Pologne   |                                                                     |                                                                     |
| 31 mars 2021 20h45 | Kane 19e (pen.) · Maguire 85e | (1 - 0)                       | 58e Moder | Stade de Wembley, Londres Spectateurs : 0 Arbitrage : Björn Kuipers | Stade de Wembley, Londres Spectateurs : 0 Arbitrage : Björn Kuipers |
| 31 mars 2021 20h45 |                               | Rapport (FIFA) Rapport (UEFA) | 46e Milik | Stade de Wembley, Londres Spectateurs : 0 Arbitrage : Björn Kuipers | Stade de Wembley, Londres Spectateurs : 0 Arbitrage : Björn Kuipers |

| 4e journée             | Pologne                                                    | 4 - 1                         | Albanie                                                    | | |
| 2 septembre 2021 20h45 | Lewandowski 12e · Buksa 44e · Krychowiak 54e · Linetty 89e | (2 - 1)                       | 25e Cikalleshi                                             | Stade national de Varsovie, Varsovie Spectateurs : 38 254 Arbitrage : Maurizio Mariani Arbitre vidéo : Michael Fabbri | Stade national de Varsovie, Varsovie Spectateurs : 38 254 Arbitrage : Maurizio Mariani Arbitre vidéo : Michael Fabbri |
| 2 septembre 2021 20h45 | Świderski 82e · Bednarek 86e                               | Rapport (FIFA) Rapport (UEFA) | 4e Abrashi · 7e Bare · 12e Hysaj · 56e Gjasula · 65e Manaj | Stade national de Varsovie, Varsovie Spectateurs : 38 254 Arbitrage : Maurizio Mariani Arbitre vidéo : Michael Fabbri | Stade national de Varsovie, Varsovie Spectateurs : 38 254 Arbitrage : Maurizio Mariani Arbitre vidéo : Michael Fabbri |

| 5e journée             | Saint-Marin                                            | 1 - 7                         | Pologne                                                                  | | |
| 5 septembre 2021 20h45 | Nanni 48e                                              | (0 - 4)                       | 5e 21e Lewandowski · 16e Świderski · 44e Linetty · 67e 90+2e 90+4e Buksa | Stadio Olimpico, Serravalle Spectateurs : 500 Arbitrage : Mattias Gestranius Arbitre vidéo : Jochem Kamphuis | Stadio Olimpico, Serravalle Spectateurs : 500 Arbitrage : Mattias Gestranius Arbitre vidéo : Jochem Kamphuis |
| 5 septembre 2021 20h45 | Nanni 31e · Tomassini 40e · Lunadei 42e · Mularoni 58e | Rapport (FIFA) Rapport (UEFA) |                                                                          | Stadio Olimpico, Serravalle Spectateurs : 500 Arbitrage : Mattias Gestranius Arbitre vidéo : Jochem Kamphuis | Stadio Olimpico, Serravalle Spectateurs : 500 Arbitrage : Mattias Gestranius Arbitre vidéo : Jochem Kamphuis |

| 6e journée             | Pologne                                                                   | 1 - 1                         | Angleterre                  | | |
| 8 septembre 2021 20h45 | Szymański 90+2e                                                           | (0 - 0)                       | 72e Kane                    | Stade national de Varsovie, Varsovie Spectateurs : 56 212 Arbitrage : Daniel Siebert Arbitre vidéo : Bastian Dankert | Stade national de Varsovie, Varsovie Spectateurs : 56 212 Arbitrage : Daniel Siebert Arbitre vidéo : Bastian Dankert |
| 8 septembre 2021 20h45 | Glik 45+3e · Krychowiak 60e · Puchacz 78e · Linetty 79e · Szymański 90+3e | Rapport (FIFA) Rapport (UEFA) | 8e Phillips · 45+3e Maguire | Stade national de Varsovie, Varsovie Spectateurs : 56 212 Arbitrage : Daniel Siebert Arbitre vidéo : Bastian Dankert | Stade national de Varsovie, Varsovie Spectateurs : 56 212 Arbitrage : Daniel Siebert Arbitre vidéo : Bastian Dankert |

| 7e journée           | Pologne                                                                    | 5 - 0                         | Saint-Marin      | | |
| 9 octobre 2021 20h45 | Świderski 10e · Brolli 20e (csc) · Kędziora 50e · Buksa 84e · Piątek 90+1e | (2 - 0)                       |                  | Stade national de Varsovie, Varsovie Spectateurs : 56 128 Arbitrage : Fran Jović Arbitre vidéo : Mario Zebec | Stade national de Varsovie, Varsovie Spectateurs : 56 128 Arbitrage : Fran Jović Arbitre vidéo : Mario Zebec |
| 9 octobre 2021 20h45 | Linetty 32e                                                                | Rapport (FIFA) Rapport (UEFA) | 86e A. Golinucci | Stade national de Varsovie, Varsovie Spectateurs : 56 128 Arbitrage : Fran Jović Arbitre vidéo : Mario Zebec | Stade national de Varsovie, Varsovie Spectateurs : 56 128 Arbitrage : Fran Jović Arbitre vidéo : Mario Zebec |

| 8e journée            | Albanie                                | 0 - 1                         | Pologne                                | | |
| 12 octobre 2021 20h45 |                                        | (0 - 0)                       | 77e Świderski                          | Air Albania Stadium, Tirana Spectateurs : 21 000 Arbitrage : Clément Turpin Arbitre vidéo : Jérôme Brisard | Air Albania Stadium, Tirana Spectateurs : 21 000 Arbitrage : Clément Turpin Arbitre vidéo : Jérôme Brisard |
| 12 octobre 2021 20h45 | Ismajli 34e · Hysaj 49e · Ramadani 88e | Rapport (FIFA) Rapport (UEFA) | 39e Buksa · 50e Bednarek · 90e Puchacz | Air Albania Stadium, Tirana Spectateurs : 21 000 Arbitrage : Clément Turpin Arbitre vidéo : Jérôme Brisard | Air Albania Stadium, Tirana Spectateurs : 21 000 Arbitrage : Clément Turpin Arbitre vidéo : Jérôme Brisard |

| 9e journée             | Andorre                            | 1 - 4                         | Pologne                                        | | |
| 12 novembre 2021 20h45 | Vales 45e                          | (1 - 3)                       | 5e 73e Lewandowski · 11e Jóźwiak · 45+2e Milik | Estadi Nacional, Andorre-la-Vieille Spectateurs : 1 049 Arbitrage : John Beaton Arbitre vidéo : Kevin Blom | Estadi Nacional, Andorre-la-Vieille Spectateurs : 1 049 Arbitrage : John Beaton Arbitre vidéo : Kevin Blom |
| 12 novembre 2021 20h45 | Pujol 22e · Aláez 37e · Vieira 40e | Rapport (FIFA) Rapport (UEFA) | 22e Klich · 60e Krychowiak                     | Estadi Nacional, Andorre-la-Vieille Spectateurs : 1 049 Arbitrage : John Beaton Arbitre vidéo : Kevin Blom | Estadi Nacional, Andorre-la-Vieille Spectateurs : 1 049 Arbitrage : John Beaton Arbitre vidéo : Kevin Blom |

| 10e journée            | Pologne                                             | 1 - 2                         | Hongrie                                              | | |
| 15 novembre 2021 20h45 | Świderski 61e                                       | (0 - 1)                       | 37e Shäfer · 80e Gazdag                              | Stade national de Varsovie, Varsovie Spectateurs : 56 197 Arbitrage : Tiago Martins Arbitre vidéo : João Pinheiro | Stade national de Varsovie, Varsovie Spectateurs : 56 197 Arbitrage : Tiago Martins Arbitre vidéo : João Pinheiro |
| 15 novembre 2021 20h45 | Klich 41e · Cash 45+2e · Puchacz 58e · Kędziora 67e | Rapport (FIFA) Rapport (UEFA) | 6e Á. Nagy · 43e Schön · 64e At. Szalai · 74e Gazdag | Stade national de Varsovie, Varsovie Spectateurs : 56 197 Arbitrage : Tiago Martins Arbitre vidéo : João Pinheiro | Stade national de Varsovie, Varsovie Spectateurs : 56 197 Arbitrage : Tiago Martins Arbitre vidéo : João Pinheiro |

### Barrages

#### Voie B

##### Demi-finale
| Annulé | Russie | Dsq - Q. | Pologne |  |  |
|        |        |          |         |  |  |

##### Finale
| 29 mars 2022 | Pologne                                                 | 2 - 0   | Suède                       | Stade de Silésie, Chorzów                                                           |                                                                                     |
| 20h45 CEST   | Lewandowski 49e (pen.) · Zieliński 73e                  | (0 - 0) |                             | Spectateurs : 54 078 Arbitrage : Daniele Orsato Arbitre vidéo : Massimiliano Irrati | Spectateurs : 54 078 Arbitrage : Daniele Orsato Arbitre vidéo : Massimiliano Irrati |
| 20h45 CEST   | Góralski 38e · Moder 52e · Lewandowski 77e · Bielik 81e | Rapport | 81e Isak · 90+2e Kulusevski | Spectateurs : 54 078 Arbitrage : Daniele Orsato Arbitre vidéo : Massimiliano Irrati | Spectateurs : 54 078 Arbitrage : Daniele Orsato Arbitre vidéo : Massimiliano Irrati |

## Préparation

### Matchs de préparation à la Coupe du monde
Liste détaillée des matches de Pologne depuis sa qualification à la Coupe du monde :

#### Match amicaux
| 16 novembre 2022 | Écosse      | 1 - 1   | Pologne             | Hampden Park, Glasgow                            |                                                  |
| 19h45 UTC+1      | Tierney 68e | (0 - 0) | 90+4e (pen.) Piatek | Spectateurs : 39 090 Arbitrage : Robert Hennessy | Spectateurs : 39 090 Arbitrage : Robert Hennessy |
| 19h45 UTC+1      | Rapport     |         |                     | Spectateurs : 39 090 Arbitrage : Robert Hennessy | Spectateurs : 39 090 Arbitrage : Robert Hennessy |

#### Ligue des Nations
| 1er match                   | Pologne                      | 2 - 1   | Pays de Galles  | | |
| 1er juin 2022 20h45 (UTC+2) | Kamiński 72e · Świderski 85e | (0 - 0) | 52e J. Williams | Stade municipal de Wrocław, Wrocław Spectateurs : 35 214 Arbitrage : Rade Obrenović Arbitre vidéo : Nejc Kajtazovic | Stade municipal de Wrocław, Wrocław Spectateurs : 35 214 Arbitrage : Rade Obrenović Arbitre vidéo : Nejc Kajtazovic |
| 1er juin 2022 20h45 (UTC+2) | Rapport                      |         |                 | Stade municipal de Wrocław, Wrocław Spectateurs : 35 214 Arbitrage : Rade Obrenović Arbitre vidéo : Nejc Kajtazovic | Stade municipal de Wrocław, Wrocław Spectateurs : 35 214 Arbitrage : Rade Obrenović Arbitre vidéo : Nejc Kajtazovic |

| 2e match                  | Belgique                                                                      | 6 - 1   | Pologne         | | |
| 8 juin 2022 20h45 (UTC+2) | Witsel 42e · De Bruyne 59e · Trossard 73e 80e · Dendoncker 83e · Openda 90+3e | (1 - 1) | 28e Lewandowski | Stade Roi Baudouin, Bruxelles Spectateurs : 27 409 Arbitrage : Ivan Kružliak Arbitre vidéo : Bastian Dankert | Stade Roi Baudouin, Bruxelles Spectateurs : 27 409 Arbitrage : Ivan Kružliak Arbitre vidéo : Bastian Dankert |
| 8 juin 2022 20h45 (UTC+2) | Rapport                                                                       |         |                 | Stade Roi Baudouin, Bruxelles Spectateurs : 27 409 Arbitrage : Ivan Kružliak Arbitre vidéo : Bastian Dankert | Stade Roi Baudouin, Bruxelles Spectateurs : 27 409 Arbitrage : Ivan Kružliak Arbitre vidéo : Bastian Dankert |

| 3e match                   | Pays-Bas                    | 2 - 2   | Pologne                  | | |
| 11 juin 2022 20h45 (UTC+2) | Klaassen 51e · Dumfries 54e | (0 - 1) | 18e Cash · 49e Zieliński | Stade Feijenoord, Rotterdam Spectateurs : 39 382 Arbitrage : Halil Umut Meler Arbitre vidéo : Mete Kalkavan | Stade Feijenoord, Rotterdam Spectateurs : 39 382 Arbitrage : Halil Umut Meler Arbitre vidéo : Mete Kalkavan |
| 11 juin 2022 20h45 (UTC+2) | Rapport                     |         |                          | Stade Feijenoord, Rotterdam Spectateurs : 39 382 Arbitrage : Halil Umut Meler Arbitre vidéo : Mete Kalkavan | Stade Feijenoord, Rotterdam Spectateurs : 39 382 Arbitrage : Halil Umut Meler Arbitre vidéo : Mete Kalkavan |

| 4e match                   | Pologne | 0 - 1   | Belgique      | | |
| 14 juin 2022 20h45 (UTC+2) |         | (0 - 1) | 16e Batshuayi | Stade national de Varsovie, Varsovie Spectateurs : 56 803 Arbitrage : Irfan Peljto Arbitre vidéo : Paolo Valeri | Stade national de Varsovie, Varsovie Spectateurs : 56 803 Arbitrage : Irfan Peljto Arbitre vidéo : Paolo Valeri |
| 14 juin 2022 20h45 (UTC+2) | Rapport |         |               | Stade national de Varsovie, Varsovie Spectateurs : 56 803 Arbitrage : Irfan Peljto Arbitre vidéo : Paolo Valeri | Stade national de Varsovie, Varsovie Spectateurs : 56 803 Arbitrage : Irfan Peljto Arbitre vidéo : Paolo Valeri |

| 5e match                        | Pologne | 0 - 2   | Pays-Bas                 | | |
| 22 septembre 2022 20h45 (UTC+2) |         | (0 - 1) | 13e Gakpo · 60e Bergwijn | Stade national de Varsovie, Varsovie Spectateurs : 56 673 Arbitrage : Alejandro Hernández Hernández Arbitre vidéo : Ricardo de Burgos | Stade national de Varsovie, Varsovie Spectateurs : 56 673 Arbitrage : Alejandro Hernández Hernández Arbitre vidéo : Ricardo de Burgos |
| 22 septembre 2022 20h45 (UTC+2) | Rapport |         |                          | Stade national de Varsovie, Varsovie Spectateurs : 56 673 Arbitrage : Alejandro Hernández Hernández Arbitre vidéo : Ricardo de Burgos | Stade national de Varsovie, Varsovie Spectateurs : 56 673 Arbitrage : Alejandro Hernández Hernández Arbitre vidéo : Ricardo de Burgos |

| 6e match                        | Pays de Galles | 0 - 1   | Pologne       | | |
| 25 septembre 2022 19h45 (UTC+1) |                | (0 - 0) | 58e Świderski | Cardiff City Stadium, Cardiff Spectateurs : 31 520 Arbitrage : Andris Treimanis Arbitre vidéo : Paolo Valeri | Cardiff City Stadium, Cardiff Spectateurs : 31 520 Arbitrage : Andris Treimanis Arbitre vidéo : Paolo Valeri |
| 25 septembre 2022 19h45 (UTC+1) | Rapport        |         |               | Cardiff City Stadium, Cardiff Spectateurs : 31 520 Arbitrage : Andris Treimanis Arbitre vidéo : Paolo Valeri | Cardiff City Stadium, Cardiff Spectateurs : 31 520 Arbitrage : Andris Treimanis Arbitre vidéo : Paolo Valeri |

## Effectif
L'effectif de Pologne, est dévoilé le 10 novembre 2022.
| Numéro / Nom       | Numéro / Nom          | Club                | Date de naissance et âge*  | J.              | Buts            |                 |                 |                 |
| Gardiens de but    | Gardiens de but       | Gardiens de but     | Gardiens de but            | Gardiens de but | Gardiens de but | Gardiens de but | Gardiens de but | Gardiens de but |
| ------------------ | --------------------- | ------------------- | -------------------------- | --------------- | --------------- | --------------- | --------------- | --------------- |
| 01                 | Wojciech Szczęsny     | Juventus FC         | 18 avril 1990 (30 ans)     | 4               | 0               | 0               | 0               | 0               |
| 12                 | Łukasz Skorupski      | Bologne FC          | 5 mai 1991 (31 ans)        | 0               | 0               | 0               | 0               | 0               |
| 22                 | Kamil Grabara         | FC Copenhague       | 8 janvier 1999 (23 ans)    | 0               | 0               | 0               | 0               | 0               |
| Défenseurs         |                       |                     |                            |                 |                 |                 |                 |                 |
| 02                 | Matty Cash            | Aston Villa         | 7 août 1997 (25 ans)       | 4               | 0               | 2               | 0               | 0               |
| 03                 | Artur Jędrzejczyk     | Legia Varsovie      | 4 novembre 1987 (35 ans)   | 1               | 0               | 0               | 0               | 0               |
| 04                 | Mateusz Wieteska      | Clermont Foot 63    | 11 février 1997 (25 ans)   | 0               | 0               | 0               | 0               | 0               |
| 05                 | Jan Bednarek          | Aston Villa         | 12 avril 1996 (26 ans)     | 1               | 0               | 0               | 0               | 0               |
| 14                 | Jakub Kiwior          | Spezia Calcio       | 15 février 2000 (22 ans)   | 4               | 0               | 1               | 0               | 0               |
| 15                 | Kamil Glik            | Benevento Calcio    | 3 février 1988 (34 ans)    | 4               | 0               | 0               | 0               | 0               |
| 18                 | Bartosz Bereszyński   | UC Sampdoria        | 12 juillet 1992 (30 ans)   | 4               | 0               | 1               | 0               | 0               |
| 25                 | Robert Gumny          | FC Augsbourg        | 4 juin 1998 (24 ans)       | 0               | 0               | 0               | 0               | 0               |
| Milieux de terrain |                       |                     |                            |                 |                 |                 |                 |                 |
| 06                 | Krystian Bielik       | Birmingham City     | 4 janvier 1998 (24 ans)    | 4               | 0               | 0               | 0               | 0               |
| 08                 | Damian Szymański      | AEK Athènes         | 16 juin 1995 (27 ans)      | 0               | 0               | 0               | 0               | 0               |
| 10                 | Grzegorz Krychowiak   | Al-Shabab Riyad     | 29 janvier 1990 (32 ans)   | 4               | 0               | 1               | 0               | 0               |
| 11                 | Kamil Grosicki        | Pogoń Szczecin      | 8 juin 1988 (34 ans)       | 1               | 0               | 0               | 0               | 0               |
| 13                 | Jakub Kamiński        | VfL Wolfsburg       | 5 juin 2002 (20 ans)       | 4               | 0               | 0               | 0               | 0               |
| 17                 | Szymon Żurkowski      | ACF Fiorentina      | 25 septembre 1997 (25 ans) | 0               | 0               | 0               | 0               | 0               |
| 19                 | Sebastian Szymański   | Feyenoord Rotterdam | 10 mai 1999 (23 ans)       | 3               | 0               | 0               | 0               | 0               |
| 20                 | Piotr Zieliński       | SSC Napoli          | 20 mai 1994 (28 ans)       | 4               | 1               | 0               | 0               | 0               |
| 21                 | Nicola Zalewski       | AS Rome             | 23 janvier 2002 (20 ans)   | 2               | 0               | 0               | 0               | 0               |
| 24                 | Przemysław Frankowski | RC Lens             | 12 avril 1995 (27 ans)     | 4               | 0               | 1               | 0               | 0               |
| 26                 | Michał Skóraś         | Lech Poznań         | 15 février 2000 (22 ans)   | 1               | 0               | 0               | 0               | 0               |
| Attaquants         |                       |                     |                            |                 |                 |                 |                 |                 |
| 07                 | Arkadiusz Milik       | Juventus FC         | 28 février 1994 (28 ans)   | 3               | 0               | 1               | 0               | 0               |
| 09                 | Robert Lewandowski    | FC Barcelone        | 21 août 1988 (34 ans)      | 4               | 2               | 0               | 0               | 0               |
| 16                 | Karol Świderski       | Charlotte FC        | 23 janvier 1997 (25 ans)   | 1               | 0               | 0               | 0               | 0               |
| 23                 | Krzysztof Piątek      | US Salernitana      | 1er juillet 1995 (27 ans)  | 2               | 0               | 0               | 0               | 0               |
| Sélectionneur      |                       |                     |                            |                 |                 |                 |                 |                 |
|                    | Czesław Michniewicz   |                     | 12 février 1970 (52 ans)   |                 |                 |                 |                 |                 |

* NB : Les âges sont calculés au début de la Coupe du monde 2022, le 20 novembre 2022.

## Compétition

### Premier tour
|   | Équipe          | Pts | J | G | N | P | Bp | Bc | Diff |
| 1 | Argentine       | 6   | 3 | 2 | 0 | 1 | 5  | 2  | +3   |
| 2 | Pologne         | 4   | 3 | 1 | 1 | 1 | 2  | 2  | 0    |
| 3 | Mexique         | 4   | 3 | 1 | 1 | 1 | 2  | 3  | -1   |
| 4 | Arabie saoudite | 3   | 3 | 1 | 0 | 2 | 3  | 5  | -2   |

| 8  | 22 novembre 2022 | Argentine       | 1 - 2 | Arabie saoudite |
| 7  | 22 novembre 2022 | Mexique         | 0 - 0 | Pologne         |
| 22 | 26 novembre 2022 | Pologne         | 2 - 0 | Arabie saoudite |
| 24 | 26 novembre 2022 | Argentine       | 2 - 0 | Mexique         |
| 39 | 30 novembre 2022 | Pologne         | 0 - 2 | Argentine       |
| 40 | 30 novembre 2022 | Arabie saoudite | 1 - 2 | Mexique         |

#### Mexique - Pologne
| Match 7                                                      | Mexique | 0 - 0   | Pologne | Stade 974, Doha                                                          |                                                                          |
| 22 novembre 2022 · 19:00 (UTC+3) · Historique des rencontres |         | (0 - 0) |         | Spectateurs : 39 369 Arbitrage : Chris Beath Arbitre vidéo : Shaun Evans | Spectateurs : 39 369 Arbitrage : Chris Beath Arbitre vidéo : Shaun Evans |
| 22 novembre 2022 · 19:00 (UTC+3) · Historique des rencontres | Rapport |         |         | Spectateurs : 39 369 Arbitrage : Chris Beath Arbitre vidéo : Shaun Evans | Spectateurs : 39 369 Arbitrage : Chris Beath Arbitre vidéo : Shaun Evans |

| Mexique | Pologne |

| MEXIQUE :       |    |                          |     |     |
|                 |    |                          |     |     |
| Gardien de but  | 13 | Guillermo Ochoa          |     |     |
|                 | 23 | Jesús Gallardo           |     |     |
|                 | 15 | Héctor Moreno            | 56e |     |
|                 | 03 | César Montes             |     |     |
|                 | 19 | Jorge Sánchez            | 29e |     |
|                 | 24 | Luis Chávez              |     |     |
|                 | 04 | Edson Álvarez            |     |     |
|                 | 16 | Héctor Herrera           |     | 71e |
|                 | 10 | Alexis Vega              |     | 84e |
|                 | 20 | Henry Martín             |     | 71e |
|                 | 22 | Hirving Lozano           |     |     |
| Remplaçants :   |    |                          |     |     |
|                 | 08 | Carlos Alberto Rodríguez |     | 71e |
|                 | 09 | Raúl Jiménez             |     | 71e |
|                 | 21 | Uriel Antuna             |     | 84e |
| Sélectionneur : |    |                          |     |     |
| Gerardo Martino |    |                          |     |     |

| POLOGNE :           |    |                       |     |     |
|                     |    |                       |     |     |
| Gardien de but      | 01 | Wojciech Szczęsny     |     |     |
|                     | 02 | Matty Cash            |     |     |
|                     | 14 | Jakub Kiwior          |     |     |
|                     | 15 | Kamil Glik            |     |     |
|                     | 18 | Bartosz Bereszyński   |     |     |
|                     | 21 | Nicola Zalewski       |     | 46e |
|                     | 19 | Sebastian Szymański   |     | 71e |
|                     | 10 | Grzegorz Krychowiak   |     |     |
|                     | 13 | Jakub Kamiński        |     |     |
|                     | 09 | Robert Lewandowski    |     |     |
|                     | 20 | Piotr Zieliński       |     | 87e |
| Remplaçants :       |    |                       |     |     |
|                     | 06 | Krystian Bielik       |     | 46e |
|                     | 24 | Przemysław Frankowski | 76e | 71e |
|                     | 07 | Arkadiusz Milik       |     | 87e |
| Sélectionneur :     |    |                       |     |     |
| Czesław Michniewicz |    |                       |     |     |

| Assistants : Anton Shchetinin Ashley Beecham Quatrième arbitre : Stéphanie Frappart Assistants arbitre vidéo : Nicolás Gallo Martín Soppi Juan Soto Homme du Match : Guillermo Ochoa |

#### Pologne - Arabie saoudite
| Match 22                                                     | Pologne                                        | 2 - 0   | Arabie saoudite | Stade Education City, Al Rayyan                                              |                                                                              |
| 26 novembre 2022 · 16:00 (UTC+3) · Historique des rencontres | ( Lewandowski) Zieliński 39e · Lewandowski 82e | (1 - 0) |                 | Spectateurs : 44 259 Arbitrage : Wilton Sampaio Arbitre vidéo : Drew Fischer | Spectateurs : 44 259 Arbitrage : Wilton Sampaio Arbitre vidéo : Drew Fischer |
| 26 novembre 2022 · 16:00 (UTC+3) · Historique des rencontres | Rapport                                        |         |                 | Spectateurs : 44 259 Arbitrage : Wilton Sampaio Arbitre vidéo : Drew Fischer | Spectateurs : 44 259 Arbitrage : Wilton Sampaio Arbitre vidéo : Drew Fischer |

| Pologne | Arabie saoudite |

| POLOGNE :           |    |                       |     |     |
|                     |    |                       |     |     |
| Gardien de but      | 01 | Wojciech Szczęsny     |     |     |
|                     | 18 | Bartosz Bereszyński   |     |     |
|                     | 14 | Jakub Kiwior          | 15e |     |
|                     | 15 | Kamil Glik            |     |     |
|                     | 02 | Matty Cash            | 16e |     |
|                     | 06 | Krystian Bielik       |     |     |
|                     | 10 | Grzegorz Krychowiak   |     |     |
|                     | 24 | Przemysław Frankowski |     |     |
|                     | 20 | Piotr Zieliński       |     | 63e |
|                     | 07 | Arkadiusz Milik       | 19e | 71e |
|                     | 09 | Robert Lewandowski    |     |     |
| Remplaçants :       |    |                       |     |     |
|                     | 13 | Jakub Kamiński        |     | 63e |
|                     | 23 | Krzysztof Piątek      |     | 71e |
| Sélectionneur :     |    |                       |     |     |
| Czesław Michniewicz |    |                       |     |     |

| ARABIE SAOUDITE : |    |                      |       |     |       |
|                   |    |                      |       |     |       |
| Gardien de but    | 21 | Mohammed Al-Owais    |       |     |       |
|                   | 06 | Mohammed Al-Breik    |       | 65e |       |
|                   | 05 | Ali Al-Bulaihi       |       |     |       |
|                   | 04 | Abdulelah Al-Amri    | 45+4e |     |       |
|                   | 12 | Saud Abdulhamid      |       |     |       |
|                   | 08 | Abdulellah Al-Malki  | 20e   | 85e |       |
|                   | 23 | Mohamed Kanno        |       |     |       |
|                   | 16 | Sami Al-Najei        |       | 46e |       |
|                   | 10 | Salem Al-Dawsari     |       |     |       |
|                   | 11 | Saleh Al-Shehri      |       | 85e |       |
|                   | 09 | Firas Al-Buraikan    |       |     |       |
| Remplaçants :     |    |                      |       |     |       |
|                   | 18 | Nawaf al-Abed        |       | 46e | 90+5e |
|                   | 02 | Sultan Al-Ghanam     |       | 65e |       |
|                   | 20 | Abdulrahman Al-Aboud |       | 85e |       |
|                   | 24 | Nasser Al-Dawsari    |       | 85e |       |
|                   | 19 | Hattan Bahebri       |       |     | 90+5e |
| Sélectionneur :   |    |                      |       |     |       |
| Hervé Renard      |    |                      |       |     |       |

| Assistants : Bruno Boschilia Bruno Pires Quatrième arbitre : Kevin Ortega Assistants arbitre vidéo : Armando Villarreal Nicolás Taran Leodán González Homme du Match : Robert Lewandowski |

#### Pologne - Argentine
| Match 39                                                     | Pologne | 0 - 2   | Argentine                                             | Stade 974, Doha                                                                |                                                                                |
| 30 novembre 2022 · 22:00 (UTC+3) · Historique des rencontres |         | (0 - 0) | 46e Mac Allister (Molina ) · 67e Álvarez (Fernández ) | Spectateurs : 44 089 Arbitrage : Danny Makkelie Arbitre vidéo : Pol van Boekel | Spectateurs : 44 089 Arbitrage : Danny Makkelie Arbitre vidéo : Pol van Boekel |
| 30 novembre 2022 · 22:00 (UTC+3) · Historique des rencontres | Rapport |         |                                                       | Spectateurs : 44 089 Arbitrage : Danny Makkelie Arbitre vidéo : Pol van Boekel | Spectateurs : 44 089 Arbitrage : Danny Makkelie Arbitre vidéo : Pol van Boekel |

| Pologne | Argentine |

| POLOGNE :           |    |                       |     |     |
|                     |    |                       |     |     |
| Gardien de but      | 01 | Wojciech Szczęsny     |     |     |
|                     | 18 | Bartosz Bereszyński   |     | 72e |
|                     | 14 | Jakub Kiwior          |     |     |
|                     | 15 | Kamil Glik            |     |     |
|                     | 02 | Matty Cash            |     |     |
|                     | 10 | Grzegorz Krychowiak   | 78e | 83e |
|                     | 06 | Krystian Bielik       |     | 62e |
|                     | 24 | Przemysław Frankowski |     | 46e |
|                     | 16 | Karol Świderski       |     | 46e |
|                     | 20 | Piotr Zieliński       |     |     |
|                     | 09 | Robert Lewandowski    |     |     |
| Remplaçants :       |    |                       |     |     |
|                     | 26 | Michał Skóraś         |     | 46e |
|                     | 13 | Jakub Kamiński        |     | 46e |
|                     | 19 | Sebastian Szymański   |     | 62e |
|                     | 03 | Artur Jędrzejczyk     |     | 72e |
|                     | 23 | Krzysztof Piątek      |     | 83e |
| Sélectionneur :     |    |                       |     |     |
| Czesław Michniewicz |    |                       |     |     |

| ARGENTINE :     |    |                     |     |     |
|                 |    |                     |     |     |
| Gardien de but  | 23 | Emiliano Martínez   |     |     |
|                 | 08 | Marcos Acuña        | 49e | 59e |
|                 | 19 | Nicolás Otamendi    |     |     |
|                 | 13 | Cristian Romero     |     |     |
|                 | 26 | Nahuel Molina       |     |     |
|                 | 24 | Enzo Fernández      |     | 79e |
|                 | 07 | Rodrigo De Paul     |     |     |
|                 | 20 | Alexis Mac Allister |     | 83e |
|                 | 09 | Julián Álvarez      |     | 79e |
|                 | 10 | Lionel Messi        |     |     |
|                 | 11 | Ángel Di María      |     | 59e |
| Remplaçants :   |    |                     |     |     |
|                 | 05 | Leandro Paredes     |     | 59e |
|                 | 03 | Nicolás Tagliafico  |     | 59e |
|                 | 06 | Germán Pezzella     |     | 79e |
|                 | 22 | Lautaro Martínez    |     | 79e |
|                 | 16 | Thiago Almada       |     | 83e |
| Sélectionneur : |    |                     |     |     |
| Lionel Scaloni  |    |                     |     |     |

| Assistants : Hessel Steegstra Jan de Vries Quatrième arbitre : Said Martínez Assistants arbitre vidéo : Bastian Dankert Kathryn Nesbitt Juan Soto Homme du Match : Alexis Mac Allister |

### Huitième de finale

#### France - Pologne
| Match 51                      | France                                                                | 3 - 1   | Pologne                  | Stade Al-Thumama, Doha                                                      |                                                                             |
| 4 décembre 2022 18h00 (UTC+3) | ( Mbappé) Giroud 44e · ( Dembélé) Mbappé 74e · ( Thuram) Mbappé 90+1e | (1 - 0) | 90+9e (pen.) Lewandowski | Spectateurs : 40 989 Arbitrage : Jesús Valenzuela Arbitre vidéo : Juan Soto | Spectateurs : 40 989 Arbitrage : Jesús Valenzuela Arbitre vidéo : Juan Soto |
| 4 décembre 2022 18h00 (UTC+3) | Rapport                                                               |         |                          | Spectateurs : 40 989 Arbitrage : Jesús Valenzuela Arbitre vidéo : Juan Soto | Spectateurs : 40 989 Arbitrage : Jesús Valenzuela Arbitre vidéo : Juan Soto |

| France | Pologne |

| FRANCE :         |    |                     |       |       |
|                  |    |                     |       |       |
| Gardien de but   | 01 | Hugo Lloris         |       |       |
|                  | 22 | Théo Hernandez      |       |       |
|                  | 18 | Dayot Upamecano     |       |       |
|                  | 04 | Raphaël Varane      |       |       |
|                  | 05 | Jules Koundé        |       | 90+2e |
|                  | 14 | Adrien Rabiot       |       |       |
|                  | 08 | Aurélien Tchouaméni | 0 31e | 66e   |
|                  | 10 | Kylian Mbappé       |       |       |
|                  | 07 | Antoine Griezmann   |       |       |
|                  | 11 | Ousmane Dembélé     |       | 76e   |
|                  | 09 | Olivier Giroud      |       | 76e   |
| Remplaçants :    |    |                     |       |       |
|                  | 13 | Youssouf Fofana     |       | 66e   |
|                  | 26 | Marcus Thuram       |       | 76e   |
|                  | 20 | Kingsley Coman      |       | 76e   |
|                  | 03 | Axel Disasi         |       | 90+2e |
| Sélectionneur :  |    |                     |       |       |
| Didier Deschamps |    |                     |       |       |

| POLOGNE :           |    |                       |     |     |
|                     |    |                       |     |     |
| Gardien de but      | 01 | Wojciech Szczęsny     |     |     |
|                     | 18 | Bartosz Bereszyński   | 47e |     |
|                     | 14 | Jakub Kiwior          |     | 87e |
|                     | 15 | Kamil Glik            |     |     |
|                     | 02 | Matty Cash            | 88e |     |
|                     | 10 | Grzegorz Krychowiak   |     | 71e |
|                     | 24 | Przemysław Frankowski |     | 87e |
|                     | 19 | Sebastian Szymański   |     | 64e |
|                     | 20 | Piotr Zieliński       |     |     |
|                     | 13 | Jakub Kamiński        |     | 71e |
|                     | 09 | Robert Lewandowski    |     |     |
| Remplaçants :       |    |                       |     |     |
|                     | 07 | Arkadiusz Milik       |     | 64e |
|                     | 06 | Krystian Bielik       |     | 71e |
|                     | 21 | Nicola Zalewski       |     | 71e |
|                     | 05 | Jan Bednarek          |     | 87e |
|                     | 11 | Kamil Grosicki        |     | 87e |
| Sélectionneur :     |    |                       |     |     |
| Czesław Michniewicz |    |                       |     |     |

| Assistants : Jorge Urrego Tulio Moreno Quatrième arbitre : Kevin Ortega Assistants arbitre vidéo : Mauro Vigliano Neuza Back Julio Bascuñán Homme du Match : Kylian Mbappé |

## Statistiques

### Temps de jeu
| Joueur                | |    |    |    | TT | But inscrit | Passe décisive | MJ | MT | Légende |
| --------------------- | --- | -- | -- | -- | -- | ----------- | -------------- | -- | -- | ------- |
| Gardiens              | Abréviations et symboles : · TT : Total de minutes jouées · MJ : Nombre de matchs joués · MT : Matchs joués en tant que titulaire · : but · : passe décisive · : joueur entré · : joueur remplacé · : capitaine · : carton jaune · : carton rouge · |    |    |    |    |             |                |    |    |         |
| Kamil Grabara         | Abréviations et symboles : · TT : Total de minutes jouées · MJ : Nombre de matchs joués · MT : Matchs joués en tant que titulaire · : but · : passe décisive · : joueur entré · : joueur remplacé · : capitaine · : carton jaune · : carton rouge · | -  | -  | -  | -  | -           | -              | -  | -  | -       |
| Łukasz Skorupski      | Abréviations et symboles : · TT : Total de minutes jouées · MJ : Nombre de matchs joués · MT : Matchs joués en tant que titulaire · : but · : passe décisive · : joueur entré · : joueur remplacé · : capitaine · : carton jaune · : carton rouge · | -  | -  | -  | -  | -           | -              | -  | -  | -       |
| Wojciech Szczęsny     | Abréviations et symboles : · TT : Total de minutes jouées · MJ : Nombre de matchs joués · MT : Matchs joués en tant que titulaire · : but · : passe décisive · : joueur entré · : joueur remplacé · : capitaine · : carton jaune · : carton rouge · | 90 | 90 | 90 | 90 | 360         | -              | -  | 4  | 4       |
| Défenseurs            | Abréviations et symboles : · TT : Total de minutes jouées · MJ : Nombre de matchs joués · MT : Matchs joués en tant que titulaire · : but · : passe décisive · : joueur entré · : joueur remplacé · : capitaine · : carton jaune · : carton rouge · |    |    |    |    |             |                |    |    |         |
| Jan Bednarek          | Abréviations et symboles : · TT : Total de minutes jouées · MJ : Nombre de matchs joués · MT : Matchs joués en tant que titulaire · : but · : passe décisive · : joueur entré · : joueur remplacé · : capitaine · : carton jaune · : carton rouge · | -  | -  | -  | 3  | 3           | -              | -  | 1  | -       |
| Bartosz Bereszyński   | Abréviations et symboles : · TT : Total de minutes jouées · MJ : Nombre de matchs joués · MT : Matchs joués en tant que titulaire · : but · : passe décisive · : joueur entré · : joueur remplacé · : capitaine · : carton jaune · : carton rouge · | 90 | 90 | 72 | 90 | 342         | -              | -  | 4  | 4       |
| Matty Cash            | Abréviations et symboles : · TT : Total de minutes jouées · MJ : Nombre de matchs joués · MT : Matchs joués en tant que titulaire · : but · : passe décisive · : joueur entré · : joueur remplacé · : capitaine · : carton jaune · : carton rouge · | 90 | 90 | 90 | 90 | 360         | -              | -  | 4  | 4       |
| Kamil Glik            | Abréviations et symboles : · TT : Total de minutes jouées · MJ : Nombre de matchs joués · MT : Matchs joués en tant que titulaire · : but · : passe décisive · : joueur entré · : joueur remplacé · : capitaine · : carton jaune · : carton rouge · | 90 | 90 | 90 | 90 | 360         | -              | -  | 4  | 4       |
| Robert Gumny          | Abréviations et symboles : · TT : Total de minutes jouées · MJ : Nombre de matchs joués · MT : Matchs joués en tant que titulaire · : but · : passe décisive · : joueur entré · : joueur remplacé · : capitaine · : carton jaune · : carton rouge · | -  | -  | -  | -  | -           | -              | -  | -  | -       |
| Artur Jędrzejczyk     | Abréviations et symboles : · TT : Total de minutes jouées · MJ : Nombre de matchs joués · MT : Matchs joués en tant que titulaire · : but · : passe décisive · : joueur entré · : joueur remplacé · : capitaine · : carton jaune · : carton rouge · | -  | -  | 18 | -  | 18          | -              | -  | 1  | -       |
| Jakub Kiwior          | Abréviations et symboles : · TT : Total de minutes jouées · MJ : Nombre de matchs joués · MT : Matchs joués en tant que titulaire · : but · : passe décisive · : joueur entré · : joueur remplacé · : capitaine · : carton jaune · : carton rouge · | 90 | 90 | 90 | 87 | 357         | -              | -  | 4  | 4       |
| Mateusz Wieteska      | Abréviations et symboles : · TT : Total de minutes jouées · MJ : Nombre de matchs joués · MT : Matchs joués en tant que titulaire · : but · : passe décisive · : joueur entré · : joueur remplacé · : capitaine · : carton jaune · : carton rouge · | -  | -  | -  | -  | -           | -              | -  | -  | -       |
| Milieux               | Abréviations et symboles : · TT : Total de minutes jouées · MJ : Nombre de matchs joués · MT : Matchs joués en tant que titulaire · : but · : passe décisive · : joueur entré · : joueur remplacé · : capitaine · : carton jaune · : carton rouge · |    |    |    |    |             |                |    |    |         |
| Krystian Bielik       | Abréviations et symboles : · TT : Total de minutes jouées · MJ : Nombre de matchs joués · MT : Matchs joués en tant que titulaire · : but · : passe décisive · : joueur entré · : joueur remplacé · : capitaine · : carton jaune · : carton rouge · | 44 | 90 | 62 | 19 | 215         | -              | -  | 4  | 2       |
| Przemysław Frankowski | Abréviations et symboles : · TT : Total de minutes jouées · MJ : Nombre de matchs joués · MT : Matchs joués en tant que titulaire · : but · : passe décisive · : joueur entré · : joueur remplacé · : capitaine · : carton jaune · : carton rouge · | 19 | 90 | 46 | 87 | 242         | -              | -  | 4  | 3       |
| Kamil Grosicki        | Abréviations et symboles : · TT : Total de minutes jouées · MJ : Nombre de matchs joués · MT : Matchs joués en tant que titulaire · : but · : passe décisive · : joueur entré · : joueur remplacé · : capitaine · : carton jaune · : carton rouge · | -  | -  | -  | 3  | 3           | -              | -  | 1  | -       |
| Jakub Kamiński        | Abréviations et symboles : · TT : Total de minutes jouées · MJ : Nombre de matchs joués · MT : Matchs joués en tant que titulaire · : but · : passe décisive · : joueur entré · : joueur remplacé · : capitaine · : carton jaune · : carton rouge · | 90 | 27 | 44 | 71 | 323         | -              | -  | 4  | 3       |
| Grzegorz Krychowiak   | Abréviations et symboles : · TT : Total de minutes jouées · MJ : Nombre de matchs joués · MT : Matchs joués en tant que titulaire · : but · : passe décisive · : joueur entré · : joueur remplacé · : capitaine · : carton jaune · : carton rouge · | 90 | 90 | 83 | 71 | 334         | -              | -  | 4  | 4       |
| Michał Skóraś         | Abréviations et symboles : · TT : Total de minutes jouées · MJ : Nombre de matchs joués · MT : Matchs joués en tant que titulaire · : but · : passe décisive · : joueur entré · : joueur remplacé · : capitaine · : carton jaune · : carton rouge · | -  | -  | 44 | -  | 44          | -              | -  | 1  | -       |
| Sebastian Szymański   | Abréviations et symboles : · TT : Total de minutes jouées · MJ : Nombre de matchs joués · MT : Matchs joués en tant que titulaire · : but · : passe décisive · : joueur entré · : joueur remplacé · : capitaine · : carton jaune · : carton rouge · | 71 | -  | 28 | 64 | 163         | -              | -  | 3  | 2       |
| Damian Szymański      | Abréviations et symboles : · TT : Total de minutes jouées · MJ : Nombre de matchs joués · MT : Matchs joués en tant que titulaire · : but · : passe décisive · : joueur entré · : joueur remplacé · : capitaine · : carton jaune · : carton rouge · | -  | -  | -  | -  | -           | -              | -  | -  | -       |
| Nicola Zalewski       | Abréviations et symboles : · TT : Total de minutes jouées · MJ : Nombre de matchs joués · MT : Matchs joués en tant que titulaire · : but · : passe décisive · : joueur entré · : joueur remplacé · : capitaine · : carton jaune · : carton rouge · | 46 | -  | -  | 19 | 65          | -              | -  | 2  | 1       |
| Piotr Zieliński       | Abréviations et symboles : · TT : Total de minutes jouées · MJ : Nombre de matchs joués · MT : Matchs joués en tant que titulaire · : but · : passe décisive · : joueur entré · : joueur remplacé · : capitaine · : carton jaune · : carton rouge · | 87 | 63 | 90 | 90 | 330         | 1              | -  | 4  | 4       |
| Szymon Żurkowski      | Abréviations et symboles : · TT : Total de minutes jouées · MJ : Nombre de matchs joués · MT : Matchs joués en tant que titulaire · : but · : passe décisive · : joueur entré · : joueur remplacé · : capitaine · : carton jaune · : carton rouge · | -  | -  | -  | -  | -           | -              | -  | -  | -       |
| Attaquants            | Abréviations et symboles : · TT : Total de minutes jouées · MJ : Nombre de matchs joués · MT : Matchs joués en tant que titulaire · : but · : passe décisive · : joueur entré · : joueur remplacé · : capitaine · : carton jaune · : carton rouge · |    |    |    |    |             |                |    |    |         |
| Robert Lewandowski    | Abréviations et symboles : · TT : Total de minutes jouées · MJ : Nombre de matchs joués · MT : Matchs joués en tant que titulaire · : but · : passe décisive · : joueur entré · : joueur remplacé · : capitaine · : carton jaune · : carton rouge · | 90 | 90 | 90 | 90 | 360         | 2              | 1  | 4  | 4       |
| Arkadiusz Milik       | Abréviations et symboles : · TT : Total de minutes jouées · MJ : Nombre de matchs joués · MT : Matchs joués en tant que titulaire · : but · : passe décisive · : joueur entré · : joueur remplacé · : capitaine · : carton jaune · : carton rouge · | 3  | 71 | -  | 26 | 100         | -              | -  | 3  | 1       |
| Krzysztof Piątek      | Abréviations et symboles : · TT : Total de minutes jouées · MJ : Nombre de matchs joués · MT : Matchs joués en tant que titulaire · : but · : passe décisive · : joueur entré · : joueur remplacé · : capitaine · : carton jaune · : carton rouge · | -  | 19 | 7  | -  | 26          | -              | -  | 2  | -       |
| Karol Świderski       | Abréviations et symboles : · TT : Total de minutes jouées · MJ : Nombre de matchs joués · MT : Matchs joués en tant que titulaire · : but · : passe décisive · : joueur entré · : joueur remplacé · : capitaine · : carton jaune · : carton rouge · | -  | -  | 46 | -  | 46          | -              | -  | 1  | 1       |
| Total                 | Abréviations et symboles : · TT : Total de minutes jouées · MJ : Nombre de matchs joués · MT : Matchs joués en tant que titulaire · : but · : passe décisive · : joueur entré · : joueur remplacé · : capitaine · : carton jaune · : carton rouge · |    |    |    |    |             |                |    |    |         |
| Équipe de Pologne     | Abréviations et symboles : · TT : Total de minutes jouées · MJ : Nombre de matchs joués · MT : Matchs joués en tant que titulaire · : but · : passe décisive · : joueur entré · : joueur remplacé · : capitaine · : carton jaune · : carton rouge · | 90 | 90 | 90 | 90 | 360         | 3              | 1  | 3  | -       |

| Buts | Joueurs            | Adversaires              |
| ---- | ------------------ | ------------------------ |
| 2    | Robert Lewandowski | Arabie saoudite , France |
| 1    | Piotr Zieliński    | Arabie saoudite          |

| Passes | Joueurs            | Adversaires     |
| ------ | ------------------ | --------------- |
| 1      | Robert Lewandowski | Arabie saoudite |